# Franz Xaver Wagner (Politiker)
Franz Xaver Wagner (* 28. Februar 1805 in Laufenburg; † 10. Januar 1879 ebenda; heimatberechtigt in Laufenburg) war ein Schweizer Politiker. Von 1850 bis 1852 war er Regierungsrat des Kantons Aargau. Unter dem Pseudonym Wagner von Laufenburg war er auch als Dichter bekannt.

## Biografie
Wagners Geburtsjahr wird in der Literatur uneinheitlich mit 1805, 1806 oder 1809 angegeben; die Taufregister seines Heimatortes bestätigen jedoch das Datum 1805. Der Sohn eines Zieglers erhielt seine Schulbildung in Laufenburg, Solothurn, Aarau und Genf. Anschliessend studierte er ab dem Wintersemester 1826/1827 zunächst Theologie und Philologie an der Universität Freiburg im Breisgau. Zum Herbst 1831 wechselte er an die Universität Tübingen, wo er weiterhin als Theologiestudent eingeschrieben war, sich aber parallel auch den Rechtswissenschaften zuwandte. Zudem nahm er am Stylisticum des dortigen Professors Ludwig Uhland teil. Nach bestandenem Staatsexamen arbeitete er ab 1832 als Regierungssekretär.
Neben seiner Tätigkeit als Sekretär verbrachte Wagner seine Freizeit mit dem Verfassen von Gedichten. Diese waren teils lyrischer, aber auch romantischer und balladenhafter Art. Ab 1844 war er als Ratsschreiber der Aargauer Kantonsregierung tätig. Fünf Jahre später lehnte er das Angebot ab, Bezirksamtmann in Laufenburg zu werden, liess sich aber 1850 vom Grossen Rat in die Kantonsregierung wählen. Dieser gehörte er bis 1852 an, woraufhin er wieder seine frühere Tätigkeit als Ratsschreiber annahm, vielleicht um mehr Zeit für seine eigentliche Leidenschaft, die Dichterei, zur Verfügung zu haben.